# Биомбо
Биомбо (на португалски: Biombo, изговаря се по-близко до Биомбу) е регион в Западна Гвинея-Бисау. Площта му е 838 км², а населението e 97 120 души (по преброяване през март 2009 г.). Има излаз на Атлантическия океан. Столицата на регион Биомбо е град Кинямел, разположен на 30 км от столицата на Гвинея-Бисау град Бисау. Населението на град Кинямел е близо 3000 души (2004 г.). Както всички други региони на Гвинея-Бисау, и Биомбо е разделен на сектори. Секторите са три – Прабиш, Кинямел и Сафим.